# Webley & Scott

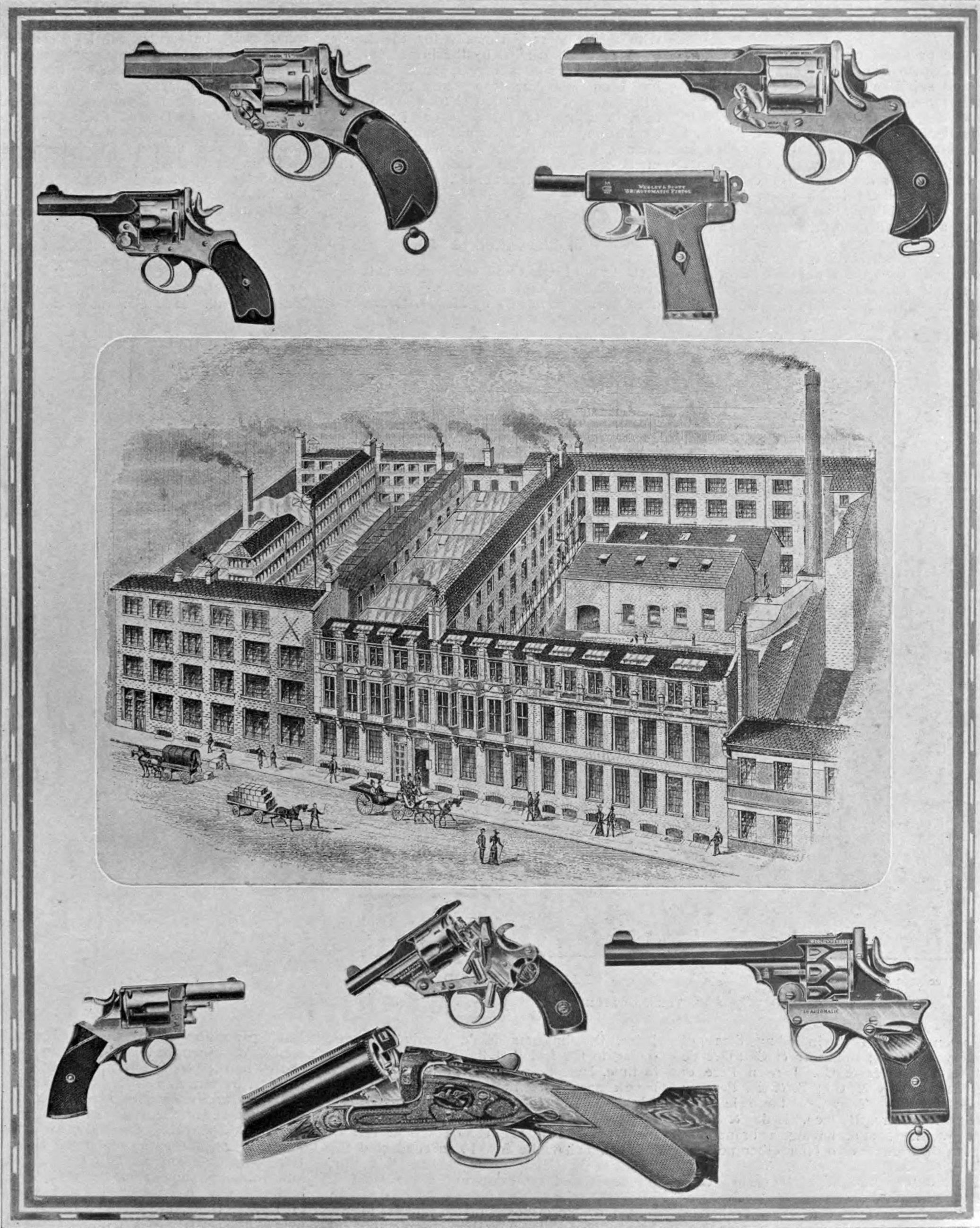
Webley & Scott Firearms з Бірмінгему

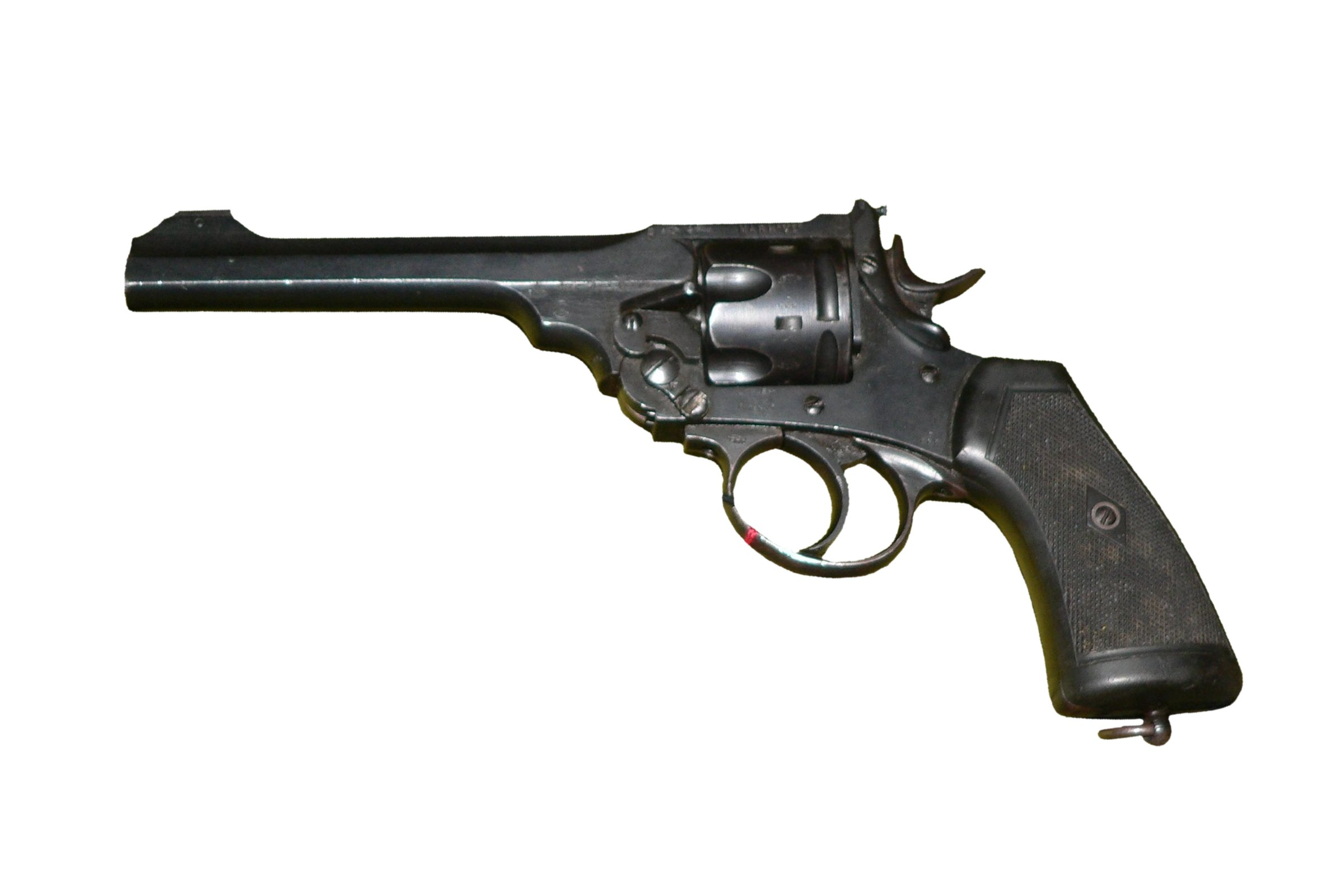
Знаменитий Webley Mk VI, стандартна зброя британської армії 1915–1932

Webley & Scott — виробник зброї з Бірмінгему в Англії.  Webley випускав ручну зброю та довгоствольної зброї з 1834 по 1979, коли компанія перейшла від виробництва вогнепальної зброї і переключила свою увагу на пневматичні пістолети та рушниці. В 2010 Webley & Scott відновили виробництво дробовиків для комерційних продажів.
Компанія Webley відома своїми револьверами та автоматичними пістолетами, які вона поставляла британським військовим, в першу чергу в британську армію, починаючи з 1887 і протягом Першої та Другої світової воєн.

## Історія
Компанія Webley була створена наприкінці 18-го століття Вільямом Девісом, який робив форми для куль.  Нею в 1834 почав керувати його зять Філіп Веблі, який розпочав виробництво капсульної спортивної зброї.  Виробництво револьверів, які зробили фірму знаменитою, почали в двадцятому столітті. На той час компанія мала назву P. Webley & Son. В 1897 році Веблі об'єднався з компанією W & C Scott and Sons. Нова компанія отримала назву The Webley & Scott Revolver and Arms Company Ltd of Birmingham.
Револьвери Веблі стали офіційною особистою зброєю британських військових в 1887 і залишалася такою до 1964. Після 1921 службові револьвери Веблі почав випускати Королівський завод стрілецької зброї в Енфілді.
В 1932 револьвер Enfield No.2 калібру .38 дюймів, став офіційним службовим револьвером британських військових. Проте, через брак часу у міжвоєнний період всі моделі револьверів Веблі, в тому числі калібрів .455 та .38/200, залишалися на озброєнні протягом Другої світової війни. Револьвер .455 Mk.VI було визнано застарілим в 1945, але револьвер .38 Mk.IV залишався на озброєння, як додаткова службова зброя до початку 1960-х.
В 1920 році в Великій Британії було видано закон про вогнепальної зброї, який обмежив доступність ручної зброї для цивільних, через, що продажі значно впали. В результаті компанія почала випускати пневматичну зброю, першим став пневматичний пістолет Mark I.
В 1920-х роках почав швидко зростати попит на пневматичну зброю, а тому бізнес Веблі почав зростати, пік росту припав на час Другої світової війни коли зросли поставки зброї британським військовим. Зменшення продажів призвело до того, що в 1979 році компанія відмовилася від виробництва вогнепальної зброї, проте виробництво пневматичної зброї на фабриці в Бірмінгемі тривало до 22 грудня 2005, коли компанія закрилася. Компанія яка залежала від Веблі - Venom Custom Shop - припинила продажі. Тоді її купила компанія Ейрганспорт з Вулвергемптон. В цей час компанія Ейрганспорт перенесла виробництво всієї зброї Веблі до Туреччини.
Власниками Webley & Scott Ltd є Fuller Group та Джон Брайт. Джон Брайт є також співвласником Highland Outdoors Limited яка є британським постачальником для Webley, Webley & Scott та AGS.

## Виробництво
До 1979 року Webley & Scott випускали дробовики та револьвери для приватного використання, а також в якості особистої зброї для військових та поліції.  В тому числі револьвери та самозарядні пістолети.
Спочатку револьвери Веблі мали ручну збірку, а пізніше було налагоджено серійне виробництво для військових та поліцейських.
Перший револьвер Веблі з'явився в 1853.  Він отримав назву Longspur, це був дульнозарядний капсульний револьвер.Деякі вважали, що це був найкращий револьвер для свого часу, він міг стріляти з такою ж швидкістю як тогочасні револьвери Кольта і були швидші при зарядженні.  Проте, револьвери Longspur ручної збірки не могли конкурувати в ціні з серійними револьверами Кольта, а тому виробництво Веблі ніколи не могло зрівнятися з конкурентами Адамсом (Deane, Adams & Deane) або Трентером.
Популярність до револьверів Веблі прийшла з появою першого револьвера подвійної дії, яку прийняла на озброєння Королівська ірландська поліція в 1867.  

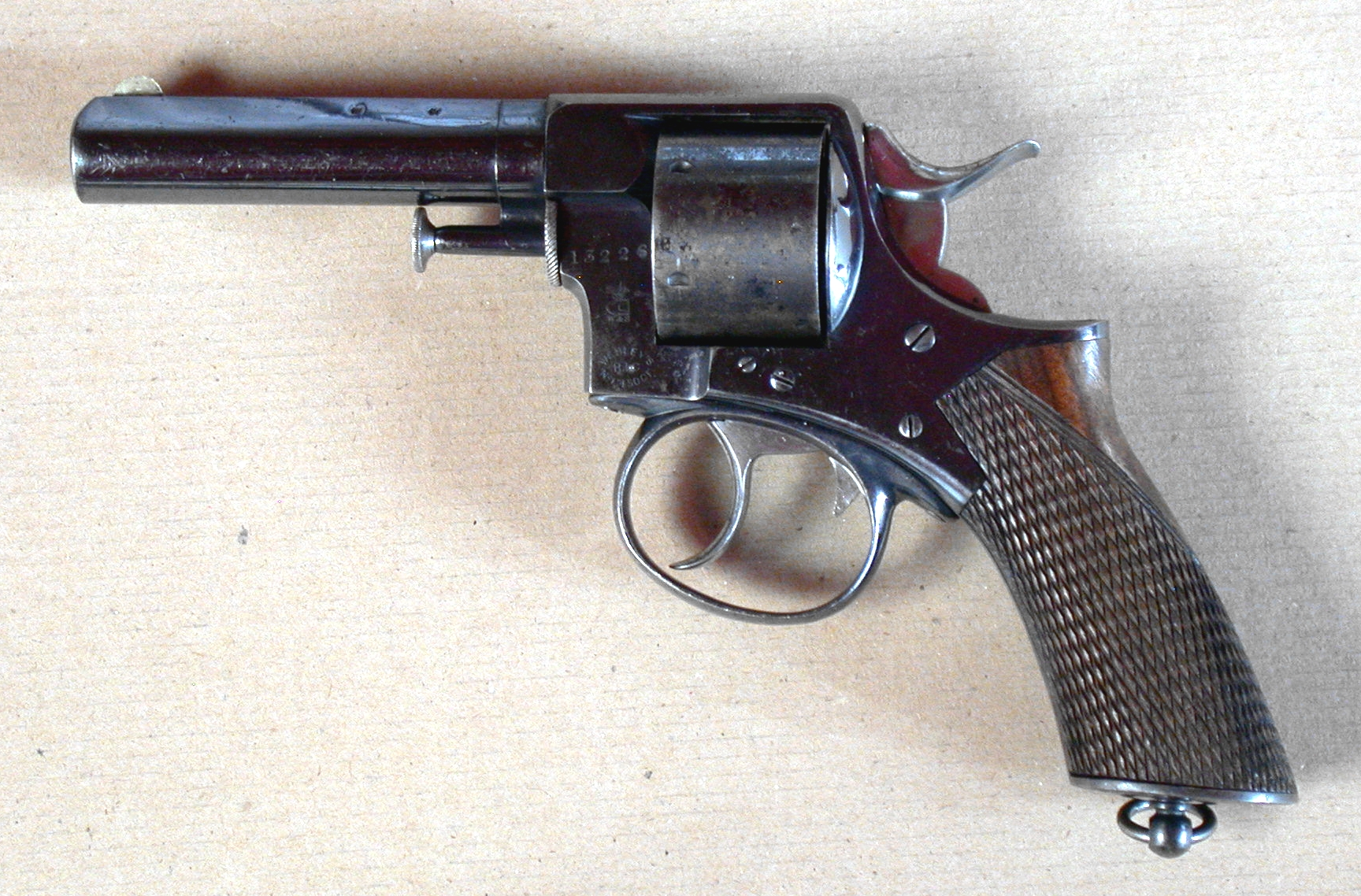
Револьвер Веблі 1868 RIC No. 1 cal 450 CF

Відома історія про пару револьверів Webley RIC Model було презентовано бревет генерал-майору Джорджу Армстронгу Кастеру лордом Берклі в 1869, і вважають, що генерал Кастер використовував їх до своєї смерті в битві при Літтл-Біггорні.
Проте існують питання стосовно того чи насправді Джорджу Армстронгу Кастеру презентували Webley RIC. Інші джерела твердять, що лорд Берклі Пейджет презентував Кастеру револьвер Galand & Sommerville 44 калібру (вироблявся в Англії фірмою Braendlin & Sommerville) та дав інші Тому Кастеру. Звісно, можливо, що лорд Берклі Пейджет міг подарувати Кастеру два револьвери, Galand & Sommerville та Webley RIC, або навіть подарував братам Кастерам пару револьверів Webley RIC та пару револьверів Galand & Sommervilles. Револьвер Galand & Sommerville знаходився в маєтку Тома Кастера. Револьвери Galand & Sommerville 44 використовував такі самі набої, що і Webley RIC, тобто набій Веблі .442 центрального запалення.
Майже всі револьвери Веблі мали переламну згори рамку. Для відкривання треба було натиснути поворотний важіль, який знаходився на лівому боці, ствол нагинався вниз, а циліндр подавався вперед-вгору. Після перезаряджання, ствол піднімали догори барабан рухався назад і замикався в позиції стрільби.  

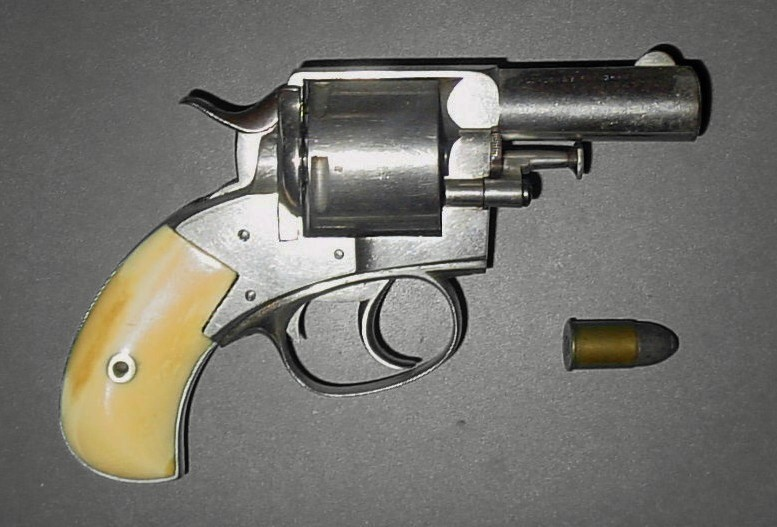
Револьвер Веблі "The British Bull Dog"
cal 450 CF - 1870s

Веблі виробляли багато револьверів для цивільного ринку. В 1872 році було розроблено популярний кишеньковий револьвер Веблі, The British Bull Dog, під набої калібрів .44 Short Rimfire, .442 та .450. Він широко експортувався і копіювався. Пізніше з'явилися версії під калібр .320 та .380.
Веблі виробили лише кілька револьверів, які зараз відомі під загальним позначенням револьвери Webley .577 Boxer, які використовували найпотужніший на той час набій .577 Boxer. Веблі випускали ці револьвери за ліцензією фірми Вільям Трантер з Бірмінгема, яка насправді була розробником цих револьверів. Веблі були лише однією з фірм які за ліцензією використовували механізм подвійної дії Трантер та патентований Трантером захисний екран віддачі, який був основною особливістю револьверів .577 калібру.
В 1879 Веблі розробив та продавав важкий та потужний револьвер призначений для британських військових під назвою WG або Webley Government під калібр .455/.476, барабан револьвера WG був настільки довгий, що можна було використовувати довгі набої .44 Russian та .45 Colt. Пізніше рамку та барабан WG було вкорочено під набій .455 і цей варіант було прийнято в 1880-х під назвою Webley Mk 1.

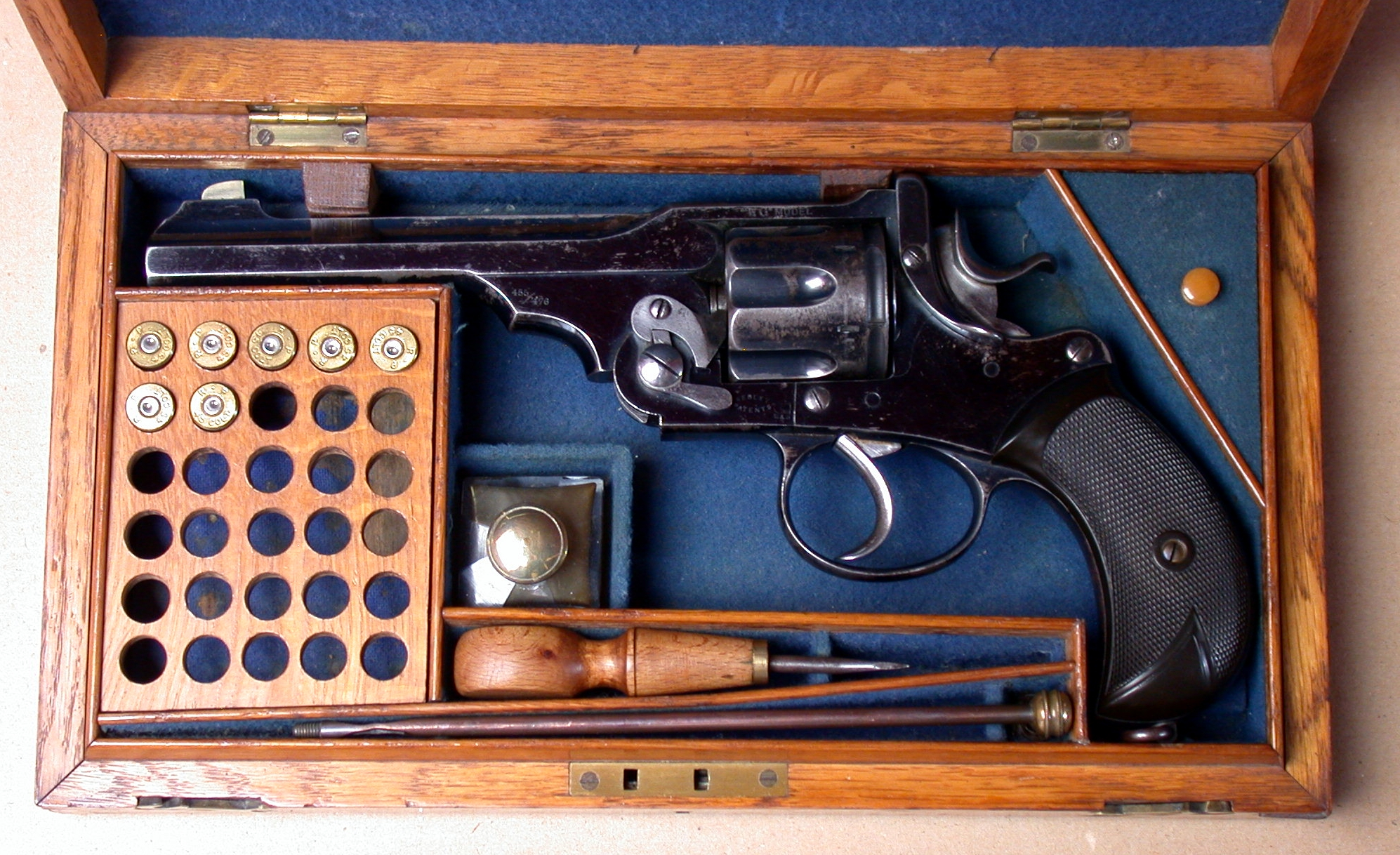
Армійська модель револьвера Веблі "WG" (Webley Government) cal 455/476 (.476 Enfield)

Названий в США "британський Миротворець", револьвер Mk 1 випускали під набої .450, .455 Webley та  .476 і створили серію револьверів які стали стандартною особистою зброєю британської армії, Королівського флоту та британської поліції в період з 1887 по 1918.  Останнім стандартним службовим револьвером розробленим Веблі став Mark VI (відомий як Webley Revolver No. 1 Mark VI після 1927); це була найбільша серія револьверів, 300000, яку випустили протягом Першої світової війни.

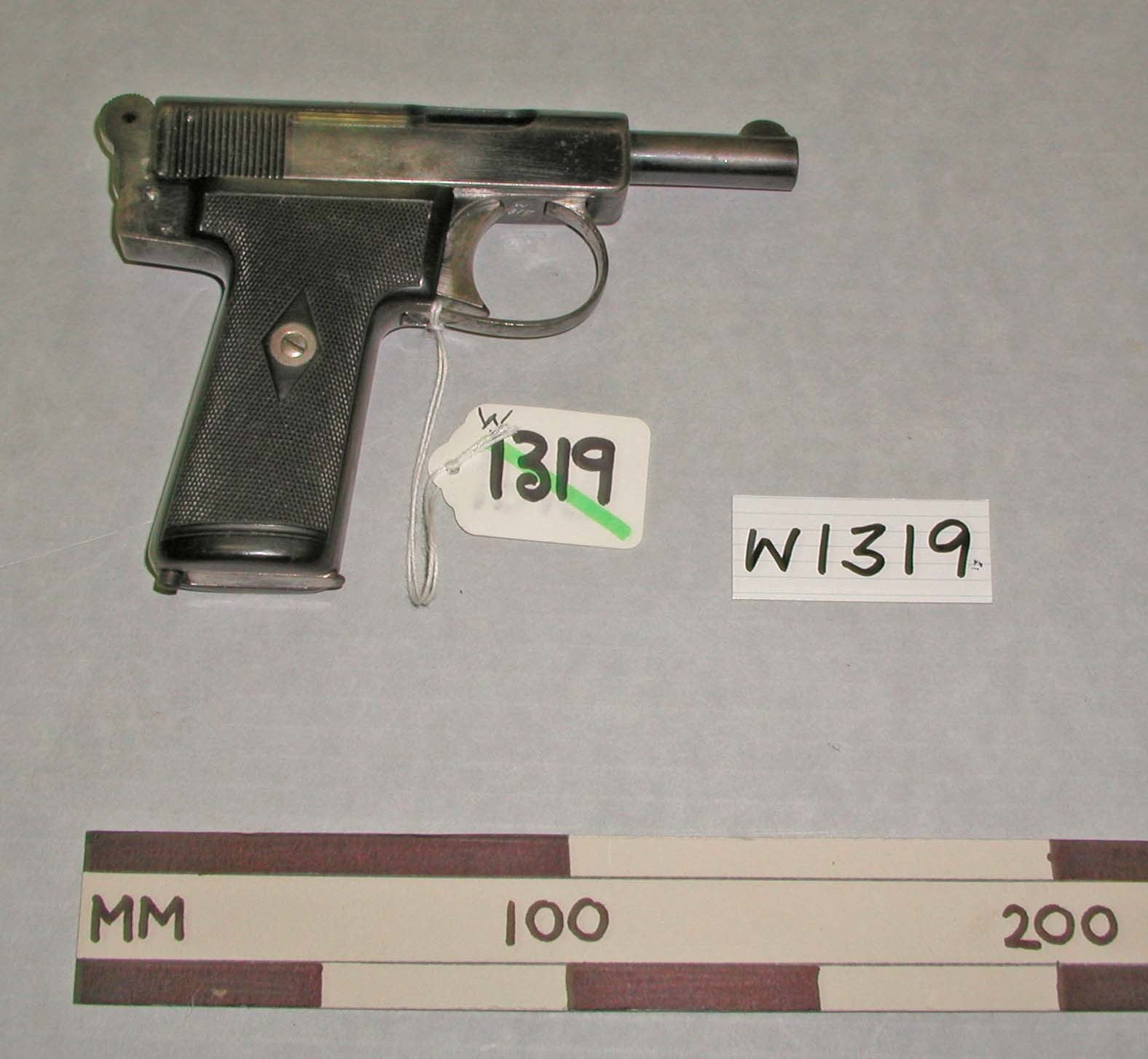
Автоматичний пістолет Веблі та Скотт Модель 1911 .32 калібру

Веблі почали експериментувати з самозарядною зброєю в 1900, а в 1909 вони почали випускати серію самозарядних пістолетів для цивільного ринку та для поліції.  Їхній .32 автоматичний пістолет було прийнято на озброєння міської поліції Лондона в 1911. Схожу зброю під набій .38 калібру використовували в Королівському флоті, яка додаткову зброю для заміни стандартної зброї під час Другої світової війни. Збройний завод в Індії до сих пір випускає револьверні набої .380 Revolver Mk IIz, а також револьвер .32 калібру (також відомий як IOF Mk1) зі стволом довжиною 2 дюйми (51 мм) який створений на основі службового пістолета Webley Mk IV .38.
В 1924 Веблі розробив перший пневматичний пістолет Mark I.
В 1929 Веблі представив пневматичну рушницю Mark II. Під час Другої світової війни пневматичні рушниці Веблі використовували для навчання стрільбі, а також для полювання.
Mark II використовували британські військові. Рушниця була переламною з накладним стволом та закритим затвором. З'ємний ствол можна було легко замінити стволами трьох інших калібрів.
Виробництво Mark II було припинено в 1946, її замінила рушниця Mark III, яку випускали до 1975. Пневматична рушниця Mark III заряджалася згори і мала фіксований ствол та підствольний важіль зведення. Її виробляли в калібрах .177 та .22.

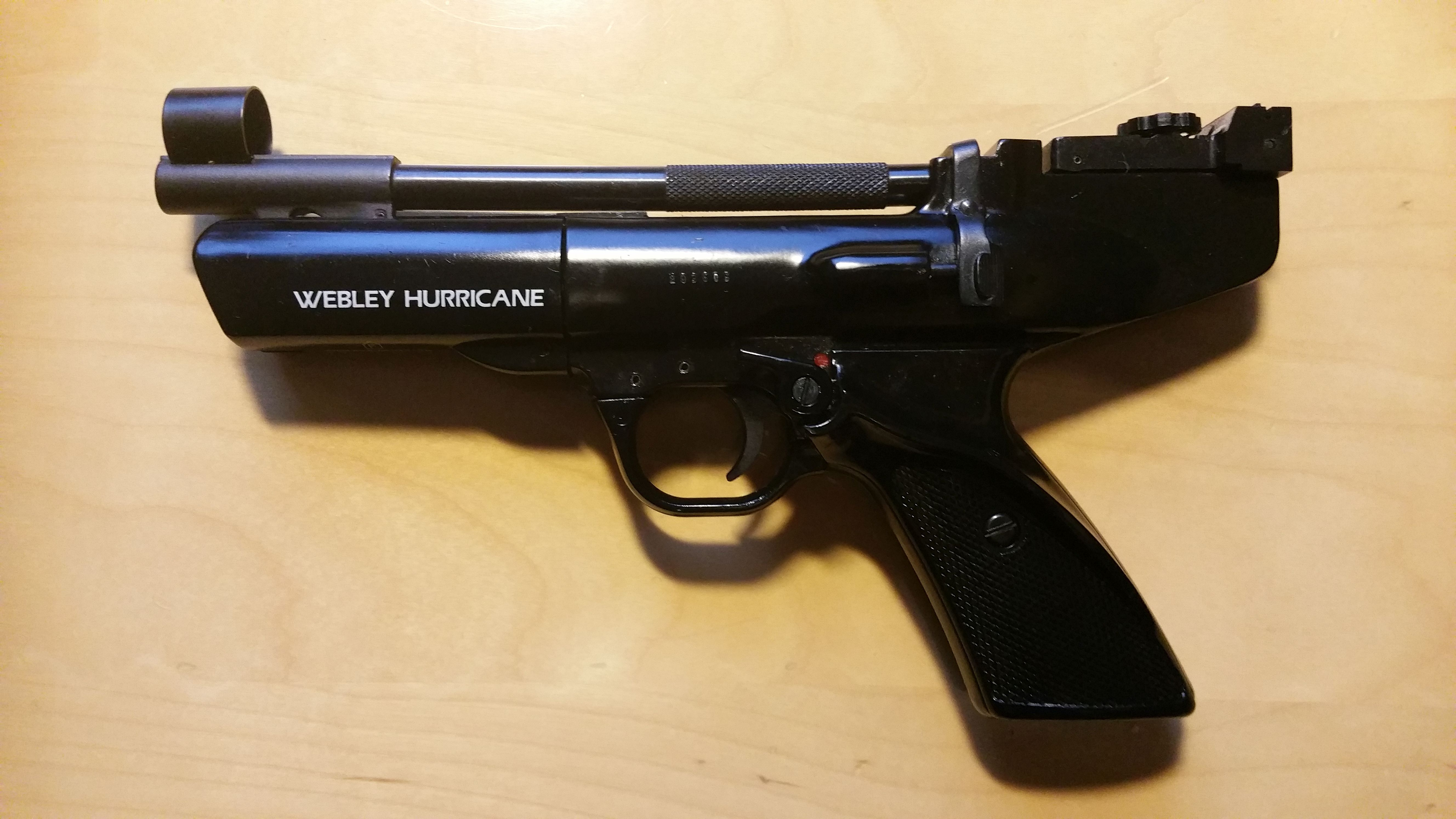
Пневматичний пістолет Webley Hurricane .22 калібру

Веблі випускали пневматичні пістолети калібрів .22 (5,5 мм) та .177 (4,5 мм), а пневматичні рушниці калібрів .22, .177 та .25 (6,35 мм). В різних моделях використовувалися різні види дії, в тому числі в пневматичних пістолетах Hurricane, Nemesis, Stinger та Tempest і пневматичні рушниці Raider, Venom та Vulcan.  На початку 2007 Веблі випустила замість традиційної зброї з 'підствольним важелем' модель Typhoon, з 'переламним' стволом з системою зменшення віддачі.
Webley & Scott також повернулися до виробництва дробовиків разом з європейськими виробниками та продавати спортивні дробовики.
В 2008 Webley продали Webley (International) Limited, але зброю випускають під маркою Webley.
В січні 2011 Webley (international) Limited провела засідання кредиторів відповідно до розділу 98 Закону про банкрутство 1986 року. 3 лютого 2011 було призначено ліквідаторів для ліквідації справ компанії.
Згідно з Постановою про справи яку видали ліквідатори, Webley (international) зобов'язана виплатити своїм незабезпеченим кредиторам суму £164,595.76. Вони також були винні кошти одному застрахованому кредитору, Webley Limited (при ліквідації) суму в £140,000.
В 2012 році компанію Webley & Scott придбала Fuller Group.

## Автоматичні пістолети Webley & Scott

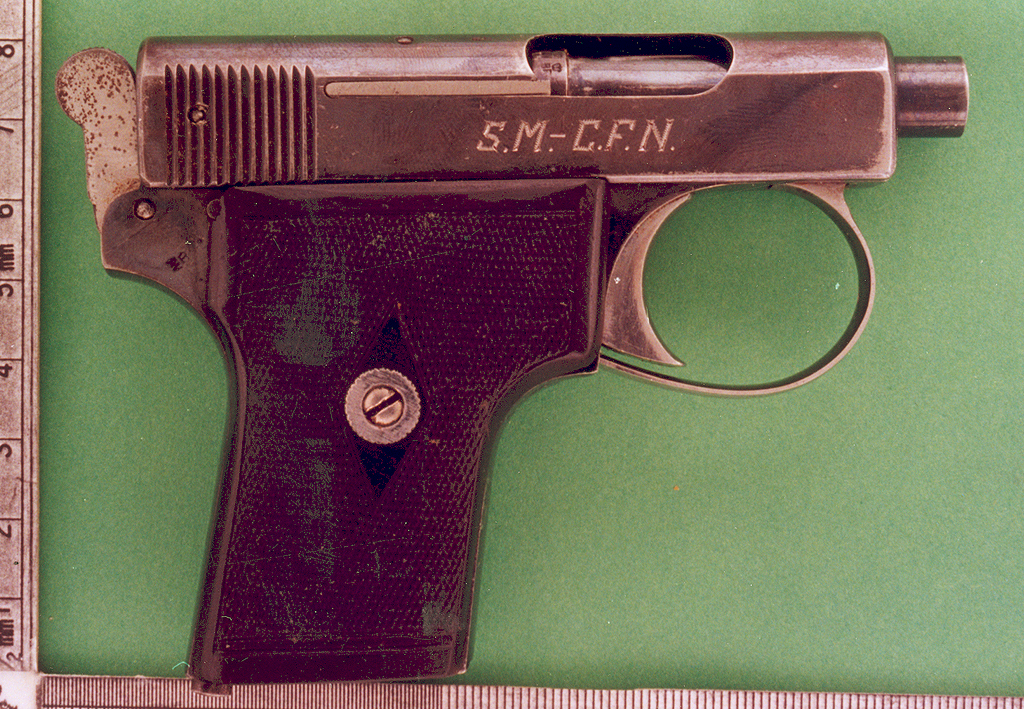
Права сторона WEBLEY & SCOTT 1909

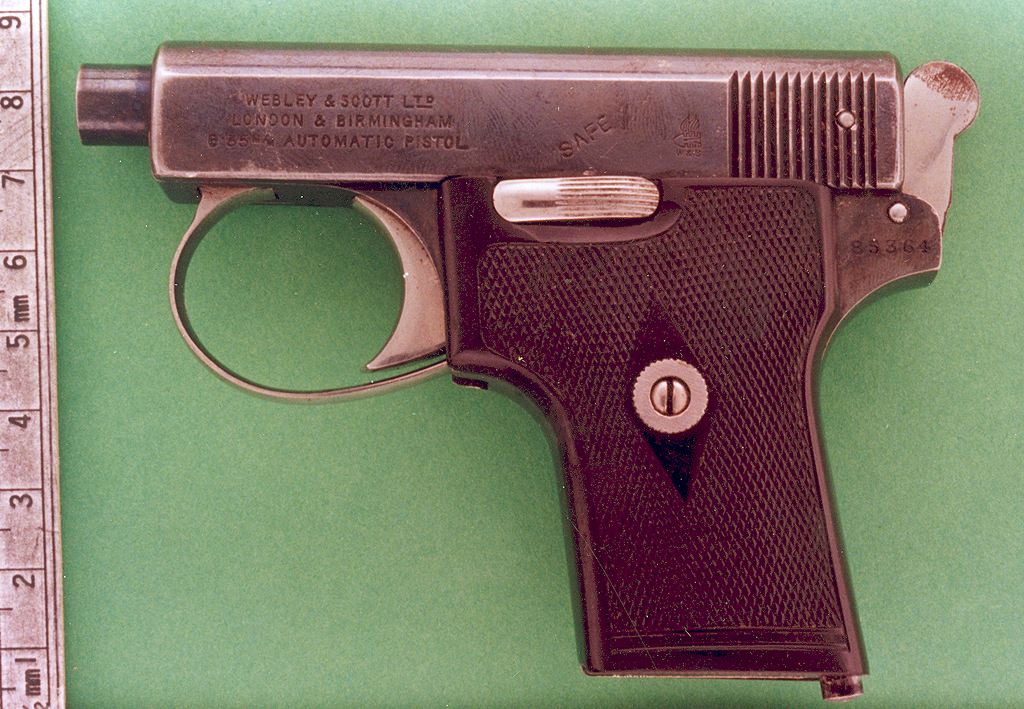
Ліва сторона WEBLEY & SCOTT 1909

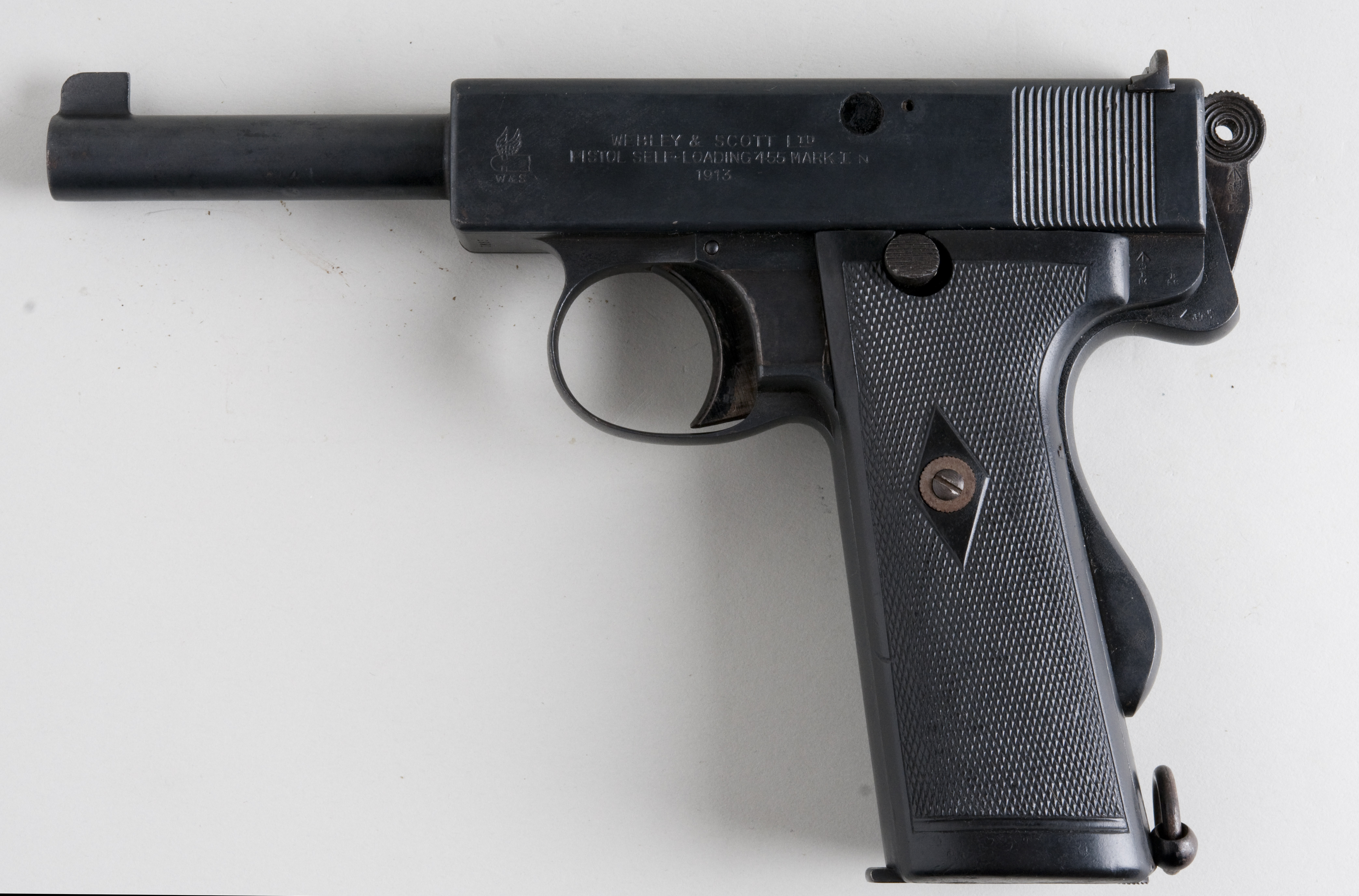
Самозарядний пістолет Webley & Scott .455

Першим самозарядним пістолетом Веблі став експериментальний пістолет .45 калібру розроблений в 1903; серійне виробництво було розпочато в 1906 під набій .32 ACP (7,65 мм).  Довжина ствола становила 3.5", магазин вміщував 8 набоїв.  Версія під набій .25 (6,35 мм) мала ствол довжиною 3 дюйми та магазин на 6 набоїв.  Зрештою пістолети випускали під калібр від .22 дюймів до .455 дюймів та моделі під набій 9 мм. Самозарядні пістолети Веблі були простими, одиночної дії, з вільним затвором. Розробником був Вільям Вейнтінг. Виробництво припинили в 1940.
В 1905 Веблі представили для випробувань автоматичний пістолет Комітету з ручної зброї (SAC). SAC не були вражені пропозицією Веблі, надавши перевагу закордонним автоматичним пістолетам, в тому числі Кольту. Проте, жоден з автоматичних пістолетів не було рекомендовано для заміни службових револьверів, які в той час були виробництва саме компанії Веблі. Випробування тривали до 1913.
В 1910 Веблі представили новий автоматичний пістолет для випробування, і в 1911 було рекомендовано прийняти на озброєння самозарядний пістолет Веблі .455-inch Mark I. На початку 1912 року цей пістолет прийняли на озброєння Королівського флоту. Він став першим автоматичним службовим пістолетом на озброєнні британських військових. Пізніше пістолет було прийнято на озброєння Королівської кінної артилерії, крім того ним користувалися військовослужбовці Королівського льотного корпусу.
Самозарядний пістолет Webley & Scott .455 калібру мав 7-зарядний магазин. Це був великий, міцний та і точний на коротких відстанях пістолет, але важкий з незручним кутом нахилу руків'я. Пістолет страждав від заклинювання, загалом через свої кордитові боєприпаси, залишки якого забруднювали  діагональний затвор з дуже малими допусками. Проблему було вирішено в 1941 з появою набою Mark Iz (нітроцилюлоза).
Перший екземпляр пістолета мав запобіжник лише з лівого боку ударника, але пізніші моделі отримали запобіжник з лівої сторони рамки, який також блокував затвор. На військових моделях було встановлено запобіжник на руків'ї. Пістолет мав подвійні ежектори. Ствольна затримка активувалася при відсутності набою в каналі подачі, а не в штовхачі магазина, як в більшості автоматичної зброї. Регульований приціл мав відмітки в мікрометрах.
Незважаючи на те, що офіційно самозарядні пістолети Веблі не були прийняті на озброєння британською армією, їх широко використовували як додаткову або персональну зброю в збройних силах Великої Британії та Співдружності під час обох Світових воєн. Версії також продавали військовим та поліції в колоніях.
Самозарядний пістолет Webley & Scott 1906 під набій .32 ACP який прийняли на озброєння міської поліції Лондона в 1911, тому його інколи називають Webley MP. Вони офіційно почали заміняти револьвери бульдог після облоги на Сідней-стріт в 1911.

## Сигнальні пістолети Webley & Scott

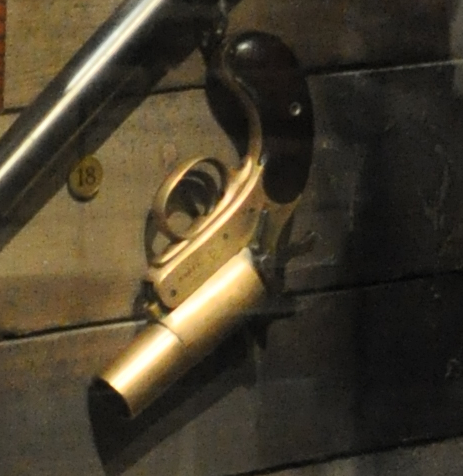
Сигнальний пістолет No.1 Mk 1 в національному музеї вогнепальної зброї

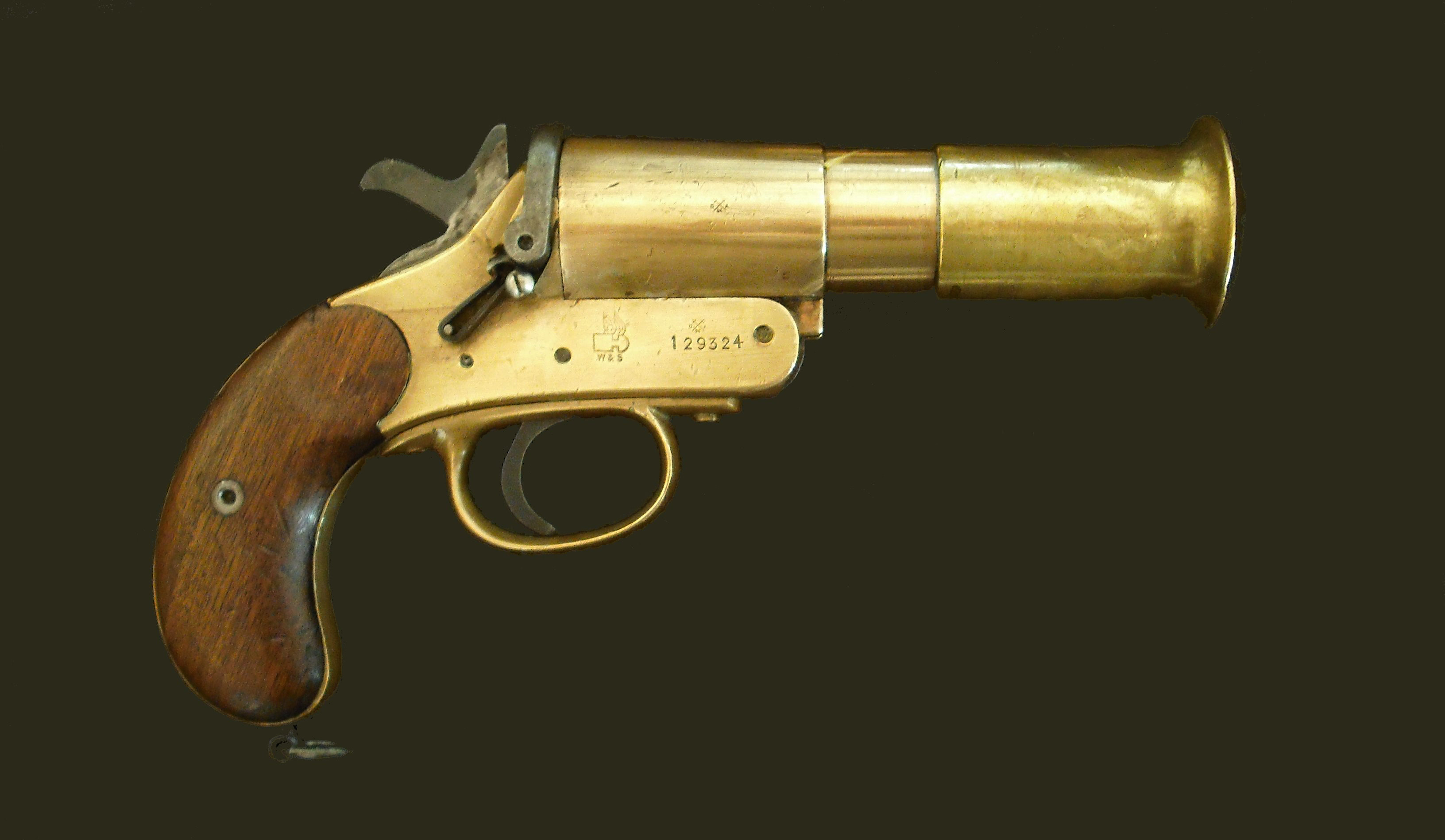
Сигнальний пістолет 1918 MkIII

Webley & Scott випускали однозарядні, переламні сигнальні пістолети для збройних сил Співдружності під час Першої та Другої світових воєн. Найбільш продуктивним став No.1 MkIII, випущений в 1918 в Бірмінгемі. Інший варіант з пластиковими щічками руків'я було вироблено компанією Colonial Sugar Refinery в Сіднеї, Австралія в 1942. Можливо найбільш відомим зразком є сигнальний пістолет No.1 Mk 1 який знаходиться в колекції Conception Bay Museum [Архівовано 3 жовтня 2018 у Wayback Machine.], Гарбор-Грейс, Ньюфаунленд. Пістолет подарував Едвард Ленгдон Оке, IV, ветераном Першої світової війни, а пізніше редактором газети Гарбо-Грейс Стандарт, першому канадському трансатлантичному льотчику капітану Дж. Ерролу Бойду (1891-1960).  Бойд вилетів 9 жовтня 1930 з Гарбор-Грейс на літаку Кленовий лист (aka, Columbia), разом з лейтенантом Гаррі Коннором і приземлився 10 жовтня в Треско, острови Сцілли, Англія. пістолет мав гравірування на честь історичного польоту та ініціали власника. Логотип компанії - пташине крило з закрилком спрямоване вліво та літери W+S під ним та номер пістолета 7648.

## Відома зброя
- Револьвер Webley Longspur (1853)

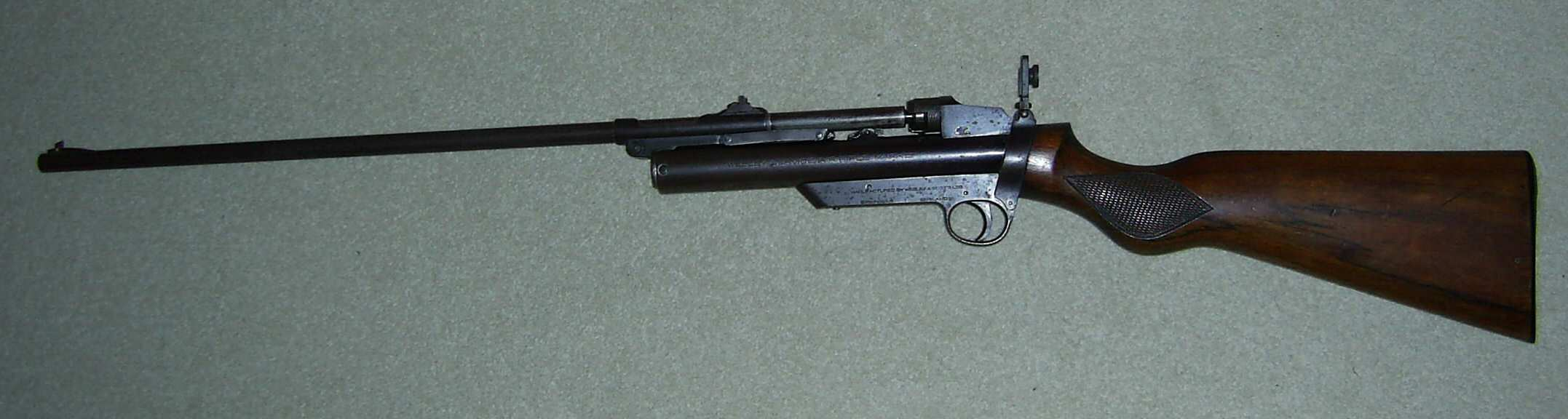
Службова пневматична рушниця Webley Mk II

- Револьвер Королівської ірландської поліції (1867)
- Револьвер Boxer (1868)
- Револьвер британський Бульдог (1872)

Розроблений на базі револьвера RIC, зі стволом довжиною лише 2½ дюйми для носіння в кишені.
- Револьвер Webley Marks I - VI, (з 1887 по 1923)

Продавався під назвою "Webley-Government"
- Револьвер Webley-Wilkinson (з 1884 по 1914)

Дуже високоякісний револьвер який випускала компанія Веблі, продавався компанією Wilkinson Sword
- Автоматичний пістолет Mars (1900)
- Автоматичний револьвер Webley-Fosbery (1900)
- Пневматичний пістолет Webley Mark I (1924)
- Пневматична рушниця Webley Mark II (1929)
- Пневматична рушниця Webley Mark III
- Пневматична рушниця Webley Hawk Mark III (1977)
- Пневматичний пістолет Webley Hurricane (1977)
- Одноствольний дробовик модель 100
- Дробовики моделей 400, 500 та 700